# Glenochrysa zeylanica
Glenochrysa zeylanica is een insect uit de familie van de gaasvliegen (Chrysopidae), die tot de orde netvleugeligen (Neuroptera) behoort. 
Glenochrysa zeylanica is voor het eerst wetenschappelijk beschreven door Banks in 1913.